# Alcóntar
Alcóntar – gmina w Hiszpanii, w prowincji Almería, w Andaluzji, o powierzchni 93,91 km². W 2011 roku gmina liczyła 624 mieszkańców.